# Complexe à noyau métamorphique

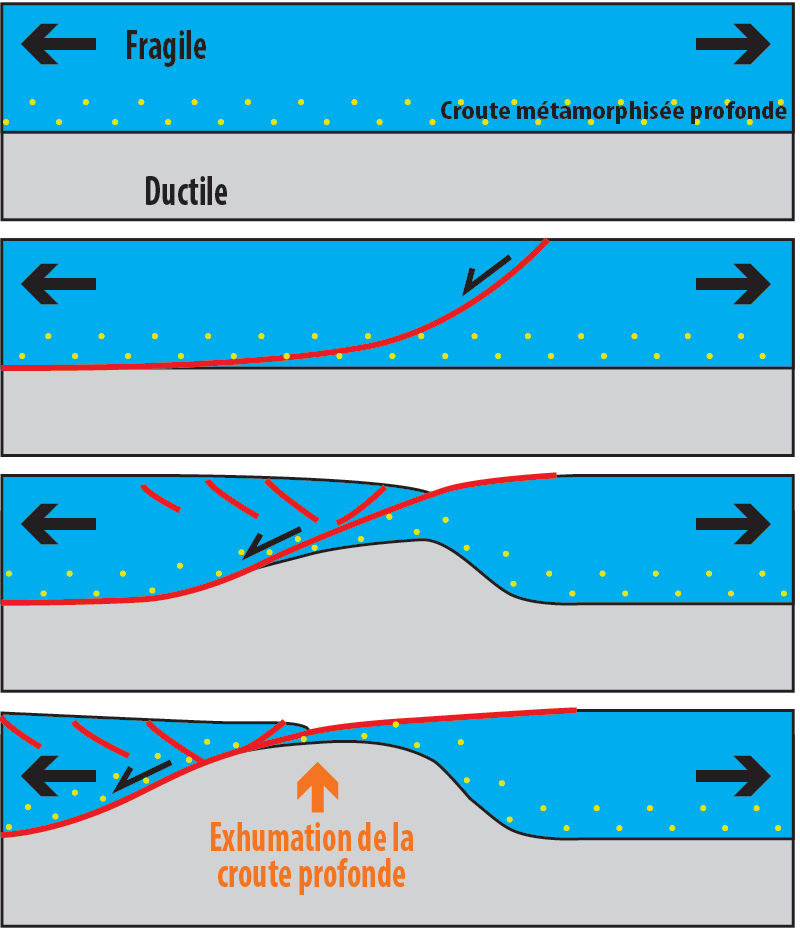
Formation d'un core complex métamorphic

Un complexe à noyau métamorphique, souvent désigné par le terme anglais correspondant metamorphic core complex, est l'exposition de la croûte profonde, exhumée en association avec une extension tectonique généralement amagmatique. Ils se forment et sont exhumés par le transport relativement rapide de la croûte continentale sus-jacente. Au cours de ce processus, des roches métamorphiques de haut grade (faciès éclogitiques, granulitiques à amphibolitiques) sont exposées au niveau de détachements et zones de cisaillement mylonitiques. Ces zones de failles présentent des déformations ductiles au niveau du bloc supérieur avec des faciès métamorphiques syndépositionnels amphibolitiques à schiste vert, et des déformations ductile-fragile à fragile sur le bloc inférieur avec des géométries inclinées. 

## Exemples
Le modèle de core complex est développé pour la première fois dans la cordillère de l'ouest de l'Amérique du Nord, les core complexes du nord de la Cordillère sont d'âge Éocène, tandis que ceux de l'Arizona plus au sud sont plus jeunes. 
Plusieurs travaux posent la supposition que des core complexes se trouvent dans la mer Égée (Philippon et al. 2014), en Anatolie, en Iran, au Tibet, dans le nord de la Chine, en Slovaquie (Janak et al. 2001), au Venezuela - Trinidad (Miocène), en Nouvelle-Zélande et en Antarctique occidental (McFadden et al. 2010). Le core complex connu le plus jeune se trouve dans l'est de la Nouvelle-Guinée.